# Корој (Арад)
Корој (рум. Coroi) насеље је у Румунији у округу Арад у општини Краива. Oпштина се налази на надморској висини од 139 m.

## Становништво
Према подацима из 2002. године у насељу је живело 134 становника, од којих су сви румунске националности.